# Aileen Pringle
Aileen Pringle (nacida como Aileen Bisbee; 23 de julio de 1895-16 de diciembre de 1989) fue una actriz de cine y teatro estadounidense de la época del cine mudo.

## Biografía

### Primeros años
Nacida en el seno de una prominente y acaudalada familia de San Francisco y educada en Europa, Pringle comenzó su carrera como actriz poco después de casarse en 1916 con Charles McKenzie Pringle, hijo de un rico terrateniente jamaicano y miembro de los Consejos Privado y Legislativo de Jamaica.

### Carrera profesional
Muchos de los primeros papeles de Pringle tuvieron un éxito modesto, y continuó forjando su carrera hasta principios de la década de 1920. Uno de los primeros papeles destacados de Pringle fue en la película de Rodolfo Valentino Stolen Moments (1920). En 1924, su amiga y escritora de novelas románticas Elinor Glyn la eligió para protagonizar la adaptación cinematográfica de su novela Three Weeks, junto al ídolo de las matinés Conrad Nagel. El papel catapultó a Pringle a la categoría de actriz principal y su carrera empezó a cobrar impulso.

### Carrera posterior

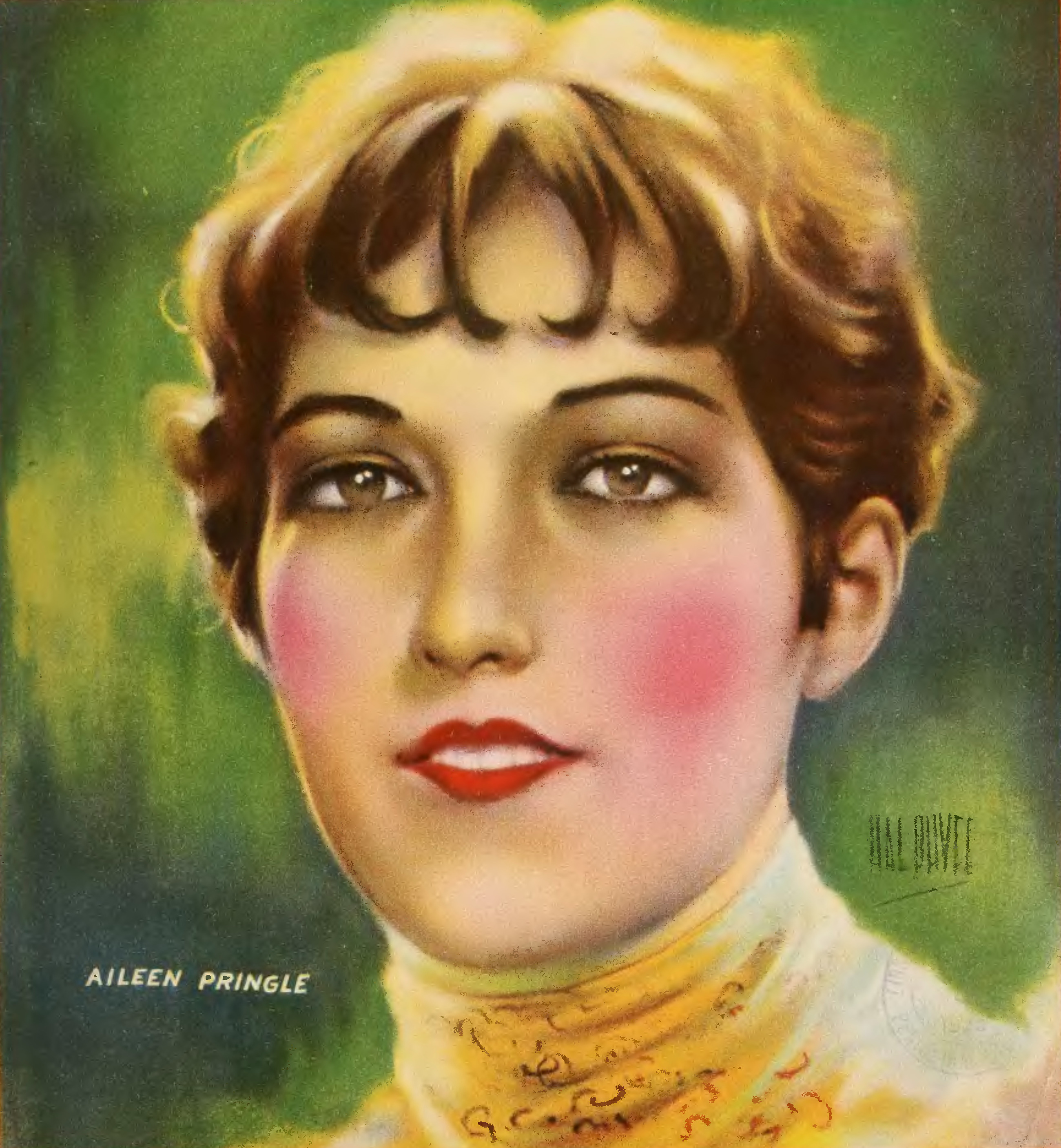
Aileen Pringle en la portada de la revista Picture-Play, 1926.

La carrera de Pringle como actriz continuó a mediados de la década de 1920; sin embargo, muchos de sus compañeros de trabajo no la apreciaban por su comportamiento altivo y despectivo. Era propensa a hacer comentarios ingeniosos, a veces cáusticos, sobre Hollywood y sus compañeros actores. Durante una escena romántica en Three Weeks, en la que el actor Conrad Nagel la llevaba en brazos al dormitorio, los lectores de labios la vieron decir: "Si me sueltas, cabrón, te rompo el cuello". El aparente desdén de Pringle por su profesión empezó a perjudicar su carrera, y a finales de los años veinte sus papeles eran cada vez menos numerosos.
A finales del cine mudo y principios del sonoro, Pringle coprotagonizó una serie de películas ligeras con el actor Lew Cody, entre ellas Adam and Evil (1927), Tea for Three (1927), Wickedness Preferred (1928), The Baby Cyclone (1928), Beau Broadway (1928), A Single Man (1929) y By Appointment Only (1933). Sobre la actuación de Pringle en Adam and Evil, Mourdant Hall escribió en la edición del 9 de agosto de 1927 de The New York Times: "Evelyn Trevelyn, la Eva de este cuento, es aludida por Ralph Spence es [sic] uno de los títulos como una "costilla de repuesto". Ella es personificada por Aileen Pringle y por lo tanto es una ventaja para las escenas".

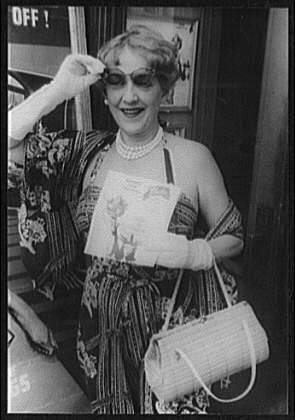
Pringle en 1952, fotografiada por Carl Van Vechten.

A pesar de no ser del agrado de algunas personas de Hollywood, Aileen Pringle fue apodada a menudo por la prensa como la "Darling of the Intelligentsia" debido a su estrecha amistad con figuras literarias como Carl Van Vechten, Joseph Hergesheimer, Rupert Hughes y H.L. Mencken, que se convirtió en amigo de la actriz durante toda su vida. Ella fue la intermediaria del encuentro entre Mencken y Valentino, del que Mencken escribió un relato, unas semanas después de que Valentino hubiera muerto. Mencken no la nombra pero la describe como "tan discreta como encantadora". Ralph Barton, artista estadounidense, también era un amigo devoto y la utilizó como modelo de Dorothy en sus ilustraciones para Gentlemen Prefer Blondes, de Anita Loos. Otro admirador fue George Gershwin, que la conoció en Hollywood y escribió gran parte de la Second Rhapsody en su casa de Santa Mónica, California. Su ingenio, agudo intelecto y chispeante personalidad la convirtieron en una compañera muy solicitada.
Tras divorciarse de Charles Pringle en 1926, Aileen Pringle se centró más en su carrera como actriz, incluyendo Dream of Love (1928) con Joan Crawford y Wall Street (1929) coprotagonizada por Ralph Ince, hermano de Thomas Ince. Sin embargo, con la llegada del cine sonoro, los estudios empezaron a promocionar una nueva hornada de estrellas y la carrera de Pringle se desvaneció.
Durante la era del cine sonoro, Pringle siguió interpretando pequeños papeles en películas importantes e incluso papeles no acreditados. En 1944, Pringle se casó con el escritor James M. Cain, pero la unión sólo duró dos años y acabó en divorcio. A finales de la década de 1940, Pringle se retiró del cine y vivió una jubilación acomodada en Nueva York, donde murió en 1989 a los 94 años.
Por su contribución a la industria cinematográfica, Aileen Pringle fue galardonada con una estrella en el Paseo de la Fama de Hollywood, en el 6723 de Hollywood Blvd. en Los Ángeles, California.

## Filmografía
| Año  | Película                      | Papel                             | Notas                                                               |
| ---- | ----------------------------- | --------------------------------- | ------------------------------------------------------------------- |
| 1920 | The Cost                      | Olivia                            | como Aileen Savage                                                  |
| 1920 | The Sport of Kings            |                                   | como Aileen Savage                                                  |
| 1920 | Earthbound                    |                                   | como Aileen Savage                                                  |
| 1920 | Stolen Moments                | Inez Salles                       | como Aileen Savage Cortometraje; Existente                          |
| 1922 | Oath-Bound                    | Alice                             |                                                                     |
| 1922 | The Strangers' Banquet        | Mrs. Schuyler-Peabody             |                                                                     |
| 1922 | My American Wife              | Hortensia deVereta                | Película perdida                                                    |
| 1923 | The Christian                 | Lady Robert Ure                   | Existente                                                           |
| 1923 | The Tiger's Claw              | Chameli Brentwood                 |                                                                     |
| 1923 | Souls for Sale                | Lady Jane                         | Existente (Turner/Warner Brothers)                                  |
| 1923 | Don't Marry for Money         | Edith Martin                      |                                                                     |
| 1923 | In the Palace of the King     | Princess Eboli                    | Película perdida                                                    |
| 1924 | Name the Man                  | Isabelle                          |                                                                     |
| 1924 | Three Weeks                   | La reina                          | Existente                                                           |
| 1924 | True As Steel                 | Mrs. Eva Boutelle                 | fragmento                                                           |
| 1924 | His Hour                      | Tamara Loraine                    | Existente                                                           |
| 1924 | The Wife of the Centaur       | Inez Martin                       | Película perdida                                                    |
| 1925 | A Thief in Paradise           | Rosa Carmino                      | Película perdida                                                    |
| 1925 | One Year to Live              | Elsa Duchanier                    |                                                                     |
| 1925 | A Kiss in the Dark            | Janet Livingstone                 |                                                                     |
| 1925 | Wildfire                      | Claire Barrington                 | Existente (Biblioteca del Congreso)                                 |
| 1925 | The Mystic                    | Zara                              | Existente (Turner/Warner Brothers)(Trailer-Biblioteca del Congreso) |
| 1925 | Soul Mates                    | Velma                             | Existente                                                           |
| 1926 | Camille                       | Estelle                           | Cortometraje                                                        |
| 1926 | The Wilderness Woman          | Juneau MacLean                    | Perdida                                                             |
| 1926 | The Great Deception           | Lois                              | Perdida                                                             |
| 1926 | Tin Gods                      | Janet Stone                       | Perdida                                                             |
| 1927 | Adam and Evil                 | Evelyn Trevelyan                  | Perdida                                                             |
| 1927 | Body and Soul                 | Hilda                             |                                                                     |
| 1927 | Tea for Three                 | Doris Langford                    | Perdida                                                             |
| 1928 | Wickedness Preferred          | Kitty Dare                        | Perdida                                                             |
| 1928 | Beau Broadway                 | Yvonne                            | Perdida                                                             |
| 1928 | The Baby Cyclone              | Lydia                             | Perdida                                                             |
| 1928 | Show People                   | Ella misma                        | Cameo; Existente (Turner/Warner Brothers)                           |
| 1928 | Dream of Love                 | La duquesa                        | Película perdida                                                    |
| 1929 | A Single Man                  | Mary Hazeltine                    | Película perdida                                                    |
| 1929 | Night Parade                  | Paula Vernoff                     | Incompleta (Biblioteca del Congreso)                                |
| 1929 | Wall Street                   | Ann Tabor                         |                                                                     |
| 1930 | Puttin' On the Ritz           | Mrs. Teddy Von Rennsler           |                                                                     |
| 1930 | Prince of Diamonds            | Eve Marley                        |                                                                     |
| 1930 | Soldiers and Women            | Brenda Ritchie                    |                                                                     |
| 1931 | Subway Express                | Dale Tracy                        |                                                                     |
| 1931 | Murder at Midnight            | Esme Kennedy                      |                                                                     |
| 1931 | Convicted                     | Claire Norville                   |                                                                     |
| 1932 | Police Court                  | Diana McCormick                   |                                                                     |
| 1932 | The Age of Consent            | Barbara                           |                                                                     |
| 1932 | The Phantom of Crestwood      | Mrs. Herbert Walcott              |                                                                     |
| 1933 | By Appointment Only           | Diane Manners                     |                                                                     |
| 1934 | Love Past Thirty              | Caroline Burt                     |                                                                     |
| 1934 | Jane Eyre                     | Lady Blanche Ingram               |                                                                     |
| 1934 | Once to Every Bachelor        | Judy Bryant                       |                                                                     |
| 1934 | Sons of Steel                 | Enid Chadburne                    |                                                                     |
| 1935 | Vanessa: Her Love Story       | Herries Servant                   | Sin acreditar                                                       |
| 1936 | Wife vs. Secretary            | Mrs. Anne Barker                  | Sin acreditar                                                       |
| 1936 | The Unguarded Hour            | Diana Roggers                     |                                                                     |
| 1936 | Piccadilly Jim                | Paducah Pomeroy                   |                                                                     |
| 1936 | Wanted! Jane Turner           | Secretaria de Norris              | Sin acreditar                                                       |
| 1937 | Criminal Lawyer               | Mrs. Manning                      | Sin acreditar                                                       |
| 1937 | The Last of Mrs. Cheyney      | Maria                             |                                                                     |
| 1937 | John Meade's Woman            | Mrs. Melton                       |                                                                     |
| 1937 | Thanks for Listening          | Lulu, líder chantajista           |                                                                     |
| 1937 | She's No Lady                 | Mrs. Douglas                      |                                                                     |
| 1937 | Nothing Sacred                | Mrs. Bullock                      | Sin acreditar                                                       |
| 1938 | Man-Proof                     | Segunda mujer chismosa            | Sin acreditar                                                       |
| 1938 | Too Hot to Handle             | Mrs. Arthur MacArthur             | Sin acreditar                                                       |
| 1939 | The Hardys Ride High          | Miss Booth, vendedora de vestidos |                                                                     |
| 1939 | Calling Dr. Kildare           | Mrs. Thatcher                     | Sin acreditar                                                       |
| 1939 | Should a Girl Marry?          | Mrs. White                        |                                                                     |
| 1939 | The Women                     | Miss Carter (vendedora)           | Sin acreditar                                                       |
| 1939 | The Night of Nights           | Vendedora de vestidos             | Sin acreditar                                                       |
| 1941 | Appointment for Love          | Doctora Gibbons                   | Sin acreditar                                                       |
| 1941 | They Died with Their Boots On | Mrs. Sharp                        | Sin acreditar                                                       |
| 1942 | Between Us Girls              | Invitada                          | Sin acreditar                                                       |
| 1943 | The Youngest Profession       | Miss Farwood                      | Sin acreditar                                                       |
| 1943 | Dr. Gillespie's Criminal Case | Acompañante                       | Sin acreditar                                                       |
| 1943 | Happy Land                    | Mrs. Prentiss                     | Sin acreditar                                                       |
| 1944 | Since You Went Away           | Mujer en un salón de cócteles     | Sin acreditar                                                       |
| 1944 | A Wave, a WAC and a Marine    | Periodista                        |                                                                     |
| 1944 | Laura                         | Mujer                             | Sin acreditar                                                       |